# Apostolar von Enina

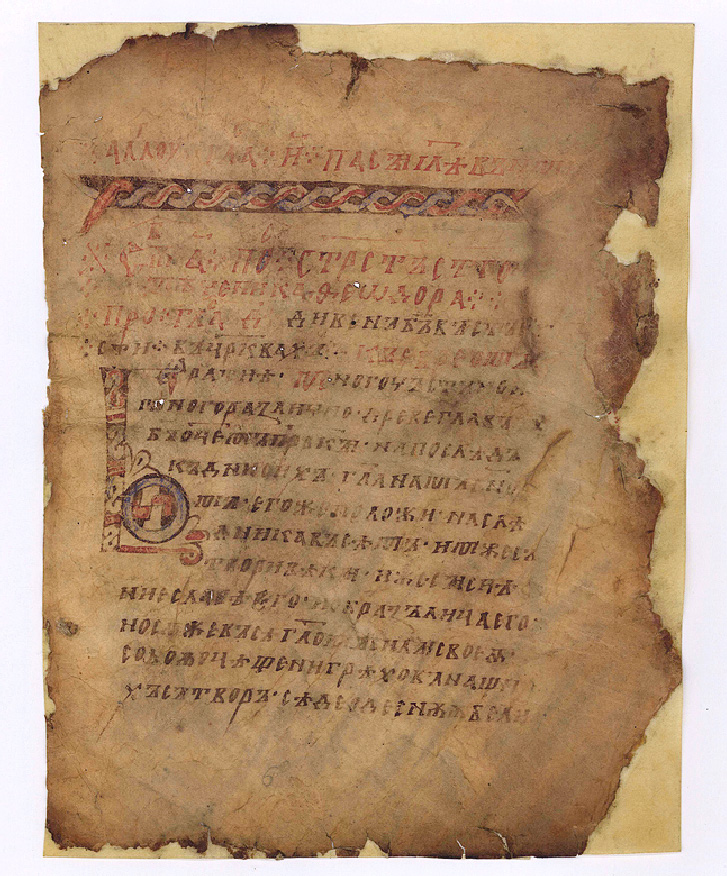
Fol. 6r

Das Apostolar von Enina ist eine illuminierte Handschrift in altkirchenslawischer Sprache aus der zweiten Hälfte des 11. Jahrhunderts.
Sie ist die älteste bekannte Handschrift in kyrillischer Schrift aus Bulgarien.
Sie enthält die Texte (Perikopen) für die liturgischen Lesungen aus der Apostelgeschichte und den Briefen des Neuen Testaments an Sams- und Sonntagen vom 35. Sonntag nach Pfingsten bis zum Großen Samstag (Karsamstag) sowie für besondere Feste vom 1. September bis 3. Oktober.
Es sind 39 Blätter in meist schlechtem Zustand erhalten und einige weitere Fragmente. Der Text umfasste ursprünglich etwa 215 bis 220 Blätter im Format 15,5 × 19,5 cm. 
Er ist mit ornamentalen Verzierungen und geometrischen Mustern versehen. Es sind 18 verzierte Initialen erhalten, davon zwei in glagolitischen Buchstaben.
Die Handschrift wurde 1960 bei Restaurierungsarbeiten in der St.-Paraskewa-Kirche des Dorfes Enina in Mittelbulgarien gefunden. Heute befindet sie sich in der Bulgarischen Nationalbibliothek der Heiligen Kyrill und Method in Sofia.